# Esther Valding
Esther Valding (Parigi, 14 maggio 1999) è un'attrice francese.

## Biografia
Nata il 14 maggio 1999 a Parigi, Valding debutta sul piccolo schermo nel 2012, con un'apparizione in Dame de Trèfle, un film per la televisione diretto da Philippe Venault e trasmesso su France 2.

## Filmografia

### Cinema
- Simone, le voyage du siècle, regia di Olivier Dahan (2022)

### Televisione
- Dame de trèfle, regia di Philippe Venault - film TV (2013)
- Vive la colo! - serie TV (2013)
- Clem, regia di Éric Le Roux - serie TV (2013)
- Boulevard du Palais, regia di Bruno Garcia - serie TV (2014)
- Les Grands, serie TV (2015)
- Héroïnes, regia di Audrey Estrougo - miniserie TV (2016)
- Joséphine, ange gardien, regia di Thierry Petit - serie TV (2018)
- Les Bracelets rouges, - serie TV (2018-2019)
- Tomorrow Is Ours - Il domani è nostro (Demain nous appartient) - serie TV (2018-2019, 2021)
- Camping Paradis, regia di Laurent Ournac - serie TV (2018-2020)
- Léo Mattei - Unità Speciale (Léo Matteï, Brigade des mineurs) - serie TV (2019)
- L'ora della verità (Le temps est assassin), regia di Claude-Michel Rome - miniserie TV (2019)
- Mongeville, regia di Edwin Baily - serie TV (2020)
- La Faute à Rousseau, regia di Adeline Darraux e Octave Raspail - miniserie TV (2021)
- Fugueuse - miniserie TV (2021)
- Handigang, regia di Stéphanie Pillonca - serie TV (2022)